# Gobiosoma parri
Gobiosoma parri är en fiskart som beskrevs av Ginsburg, 1933. Gobiosoma parri ingår i släktet Gobiosoma och familjen smörbultsfiskar. Inga underarter finns listade i Catalogue of Life.